# Sochy (województwo warmińsko-mazurskie)
Sochy (niem. Sochen) – wieś w Polsce położona w województwie warmińsko-mazurskim, w powiecie działdowskim, w gminie Iłowo-Osada, pomiędzy Dźwierznią a Iłowem.
W latach 1975–1998 miejscowość położona była w województwie ciechanowskim.
Sochy założono w XV wieku. Pierwsza wzmianka w dokumentach pochodzi z roku 1437. W XVII wieku należały do Iłowskich z Iłowa. W XVII/ XVIII wieku zamieszkiwały Sochy drobnoszlacheckie rodziny: Łukcińskich, Nowowiejskich, Radzimińskich. W 1820 roku wieś podlegała pod parafię w Narzymiu i znajdowało się tam zaledwie 8 "kominów" czyli zamieszkałych zagród, w których żyły 44 osoby. Część miejscowości miała status wsi szlacheckiej podlegającej pod dobra Białuty (województwo warmińsko-mazurskie), zaś 3 zagrody wraz z 14 zamieszkałymi tam osobami były szlacheckim folwarkiem podlegającym pod Iłowo. W 1823 w Sochach przeprowadzono uwłaszczenie.
W połowie XIX wieku znajdowało się tam 10 budynków mieszkalnych zamieszkałych przez 84 osoby. Większość mieszkańców podlegała pod sąd patrymonialny w Białutach, reszta w Iłowie. Ewangelicy (64 osoby) uczęszczali do kościoła w Narzymiu, katolicy (20 osób) do kościoła w Białutach. W użyciu były dwa języki: polski i niemiecki. W 1861 roku Sochy nadal były podzielone na wieś (314 mórg) należącą do dóbr szlacheckich Białuty i folwark (435 mórg) należący do dóbr szlacheckich Iłowo. W 10 gospodarstwach mieszkało 58 osób, z czego 12 pracowało na wspomnianym folwarku. W użyciu wciąż pozostawały dwa języki: polski i niemiecki. W roku 1890, według "Słownika geograficznego Królestwa Polskiego...", wieś liczyła 23 domy i zamieszkiwało ją 128 mieszkańców. Nieopodal znajdował się folwark należący do dóbr Iłowo, również o nazwie Sochy, liczący 2 domy i 3 mieszkańców. Dziś miejscowość ta nazywa się Szczepka.
W okresie międzywojennym stacjonowała tu placówka Straży Celnej „Sochy”.
Dnia 15 lutego 2017 r. pożar strawił poddasze dawnej szkoły podstawowej.